# Lorenz Gleich
Lorenz Gleich (* 1. August 1798 in Zusmarshausen; † 3. März 1865 in München) war ein deutscher Mediziner und früher Vertreter der Naturheilkunde.

## Leben
Lorenz Gleich studierte in Landshut Medizin, wo er 1824 zum Dr. med. promoviert wurde. Seine anschließende Laufbahn als Militärarzt führte ihn nach Lindau (1835), Freising (1838) und München (1844), wo er Batallionsarzt 1. Klasse war. Nach dem Militärdienst lebte er als praktischer Arzt in Landshut und München. Gleich war ein Schüler des Gymnasiallehrers und „Hydrologen“ Eucharius Ferdinand Christian Oertel, dessen Überarbeitung der Wasserheilkunde von Johann Siegmund Hahn (1834/34) auch Sebastian Kneipp zur Entwicklung eines eigenen Heilverfahrenes angeregt hatte. Auf dem Gräfenberg und in Lindewiese konnte Gleich die beiden Pioniere (und ehemaligen Schulkameraden) Vincenz Prießnitz und Johann Schroth direkt studieren.
Ab 1844 leitete Gleich das Bad in Brunnthal; nach Differenzen mit den Eigentümern folgte ihm dort 1851 sein Schüler Joseph Steinbacher, der 1862 das Handbuch des Naturheilverfahrens herausgab.
1848 gründete Gleich in München den Verein zur Förderung des Wasserheilverfahrens ohne Arznei, der wenig später in Verein zur Förderung der Naturheilverfahren umbenannt wurde. In München leitete er auch die Lindemann’sche Badeanstalt, die nach seinem Tode 1865 keine Erwähnung mehr findet.
Lorenz Gleich starb am 3. März 1865 in München im Alter von 66 Jahren.

## Grabstätte

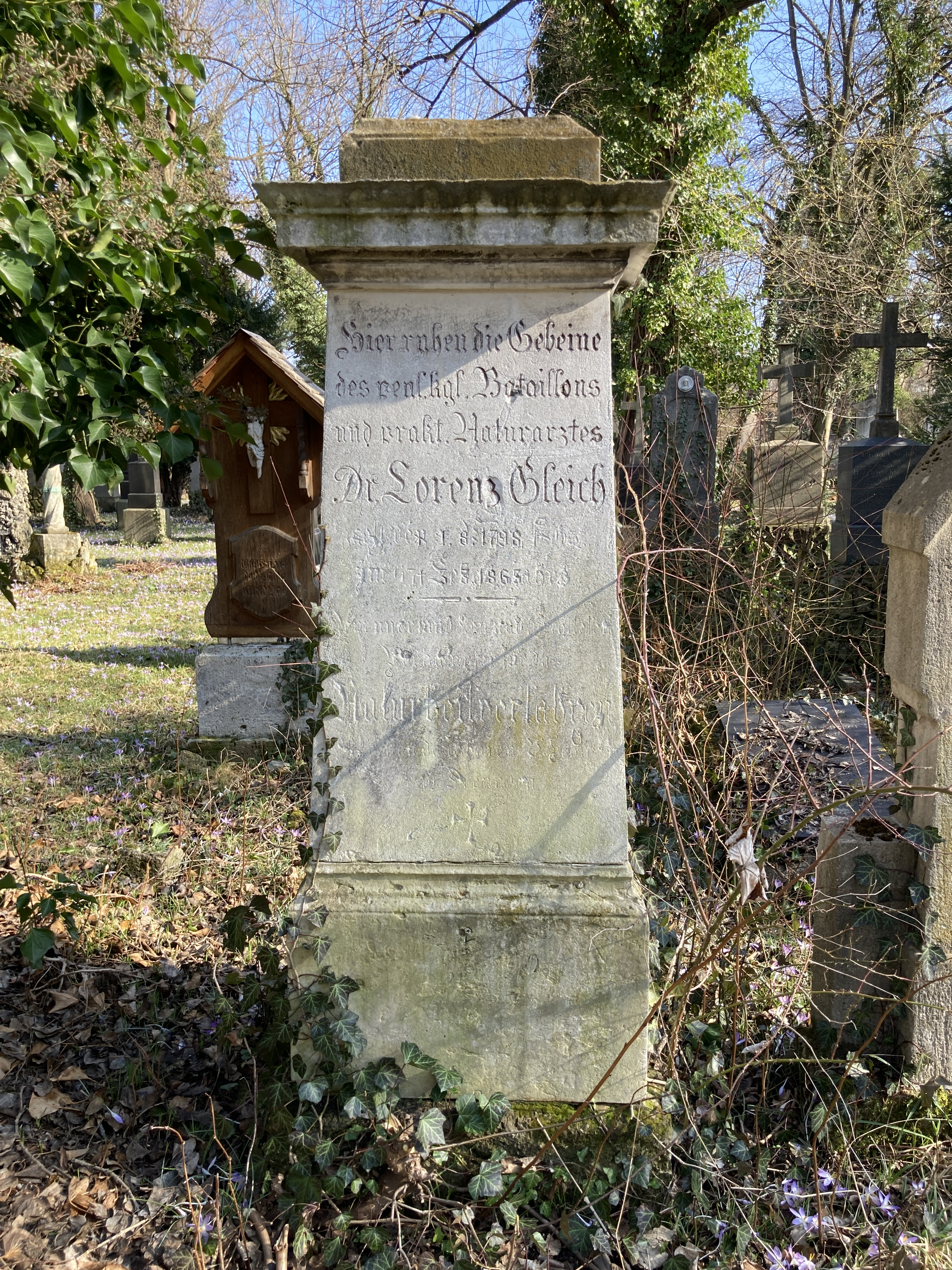
Grab von Lorenz Gleich auf dem Alten Südlichen Friedhof in München

Die Grabstätte von Lorenz Gleich befindet sich auf dem Alten Südlichen Friedhof in München (Gräberfeld 29 – Reihe 12 – Platz 3) Standort.
Ursprünglich zierte den Stein eine Büste in Bronze, die Gleichs Freunde und Verehrer gesetzt hatten.

## Namensgeber für Straße
Nach Lorenz Gleich wurden am 5. September 1945 in München im Stadtteil Allach-Untermenzing (Stadtbezirk 23 – Allach-Untermenzing) der Gleichweg und der Gleichplatz Gleichweg und der Gleichplatz benannt.

## Definition und Positionierung der Naturheilkunde
Neben dem Schriftsteller Heinrich Friedrich Francke (Pseudonym: J. H. Rausse) und dem Apotheker Theodor Hahn trug Gleich wesentlich zur Konzeptionalisierung der Naturheilkunde bei und gilt als führender Theoretiker und Terminologe der frühen Naturheilkunde.
In einer Reihe von Streitschriften, meist gedruckt bei Georg Franz in München, definierte und prägte er die Begriffe „Naturheilkunde“ (erstmals belegt 1839 bei Johann Baptist Gross) sowie „Naturheilverfahren“ und grenzte diese scharf gegenüber anderen Theorien wie der Homöopathie ab. Dabei berief er sich vielfach auf Hippokrates von Kos als Vorbild („Das Naturheilverfahren war schon dem Hippokrates bekannt.“) und kritisierte alle seit dem Corpus Hippocraticum entstandenen medizinischen Schriften: „Hätten die Aerzte, welche nach Hyppokrates lebten, den Weg, es war der einfachste, der Natur ferner betreten, den er angebahnt hatte, welch’ ein Gewinn für die Wissenschaft wäre es gewesen, wie schnell würde sich die Heilkunst vervollkommnet haben, wie viele Abwege und Verirrungen würden vermieden worden seyn und welchen Vortheil hätte das Menschegeschlecht dadurch erhalten!“
Als Naturheilverfahren ließ er neben Wasser nur „zweckmäßige Diät, Bewegung, Luft, Licht und Wärme mit Ausschluß aller sogenannten Medikamente“ gelten.
Über Homöopathen schrieb er: „Einen bedauernswertheren Menschen kan es unter dem Firmamente kaum geben als den homöopathischen Arzt, sobald er bei der Stellung der Diagnose und vor dem Darreichen eines Heilmittels alles gewissenhaft erfüllen will, was die sogenannte Homöopathie von ihm fordert.“ Gleich spielt hier auf die sehr umfänglichen Regeln an, die Samuel Hahnemann für die Homöopathie formuliert hat. Letztlich sah er aber keinen wesentlichen Unterschied zur sogenannten „Allopathie“ als die Dosierung der verabreichten Mittel: „...darum ist auch auf beiden Seiten, wie schon gesagt, die Wirkung dieselbe, nämlich: Unterdrückung der Krankheitserscheinungen und zuletzt chronische Krankheiten und Arzneisiechthum.“ Folgerichtig lehnte er, wie viele Naturheilkundler der Zeit, die Kuhpockenimpfung nach Edward Jenner scharf ab und sprach 1851 von „Impfgift“ (während Hahnemann und seine Anhänger die Impfung befürworteten).

## Schriften (Auswahl)
- De Pyogenesi. Storno, Landshut 1824. (Dissertation)
- Nur kein Wasser! Beiträge zur Begründung der Wasserheillehre in einer Sammlung von Aufsätzen. Lampart, Augsburg 1847.
- Ueber die Nothwendigkeit einer Reform der sogenannten Hydropathie; oder Geist und Bedeutung der Schrothischen Heilweise. Johann Deschler, München 1851.
- Das Grundwesen der Naturheilkunde den schiefen Ansichten des Kongresses deutscher Wasserärzte in Dresden gegenüber. Georg Franz, München 1851.
- Der Tabakgenuß eine der Gesundheit höchst schädliche Gewohnheit. Georg Franz, München 1851.
- Ueber die Gefährlichkeit des Impfgiftes nebst Angabe eines sichern Verfahrens den Körper der Geimpften gegen die Möglichkeit der schädlichen Wirkungen und Folgen desselben zu schützen. Georg Franz, München 1851.
- Doctor Joseph Buchner und die Homöopathie: Antwort auf dessen Schreiben an Se. Exc. den k. b. Kriegsminister Herrn Ludwig von Lüder, bezüglich des Verbotes des homöopathischen Heilverfahrens in den Militär-Spitälern Bayerns. Franz Wild, München 1853.
- Was ist das Naturheilverfahren, oder gibt es eine Wasser- und Semmelkur? Georg Franz, München 1853.
- Der nasse Leibumschlag, dessen wohlthätige Wirkung während der Schwangerschaft, der Geburt und des Wochenbettes. Schurich, München 1854.
- Das Naturheilverfahren ohne Medicin im schneidenden Gegensatz zum Heilverfahren mit Medicin. Johann Deschler, München 1856.
- Die Kaltwasserkuren und ihre Zukunft mit Rücksicht auf den Werth der Schroth'schen Heilweise. Georg Franz, München 1856.
- Ueber die Wichtigkeit der Fluss- und See-Bäder und deren richtige Anwendungsweise. 2. Auflage. Georg Franz, München 1856.
- Gibt es eine Naturheilkunde oder sind Mixturen, Pillen, Pulver, Streukügelchen, Latwergen und Blutentziehungen sowie der Genuß großer Massen kalten Wassers ohne Durst mit Dampf-, Schlag- und kalten Vollbädern ohne Ende dem Naturinstinkte entsprechende Heilmittel? Georg Franz, München 1858.
- Physiatrische Schriften. (1849–1858.) Georg Franz, München 1860.
- Die Doktorbäuerin in Deisenhofen Amalie Hohenester und das Naturheilverfahren ohne Arznei. Georg Franz, München 1862.
- Ueber Werth und Vorzüge des Naturheilverfahrens ohne Arznei im Geiste Schroth‛s und dessen Vereinigung (Combination) mit der Prießnitz‛schen Naturheilform und der verschiedenen anderen Naturheilarten. Georg Franz, München 1862.